# Елена (село)
Вижте пояснителната страница за други значения на Елена.
Елена е село в Южна България. То се намира в община Хасково, област Хасково.

## География
Село Елена е разположено в южната част на местността Хухла, която е най-североизточният дял на Родопа планина.
Намира се на 20 км от гр. Харманли и 28 км от областен център Хасково. На около 10 км от селото се намира връх Остър камък.

## История
Старото има на селото е Джаферче, идва от името на тогавашния владетел на тамошните земи Джафер бей.
Селата в този край са известни с многобройните си могили, някои от тях разкопани или унищожени. В древността са били част от тракийските селища и цивилизация.

## Население
Численост
Численост на населението според преброяванията през годините:
| \| Година на преброяване \| Численост \| \| --------------------- \| --------- \| \| 1934 \| 1733 \| \| 1946 \| 1753 \| \| 1956 \| 1598 \| \| 1965 \| 1474 \| \| 1975 \| 1150 \| \| 1985 \| 910 \| \| 1992 \| 779 \| \| 2001 \| 577 \| \| 2011 \| 443 \| \| 2021 \| 368 \| |           |
| Година на преброяване | Численост |
| 1934 | 1733      |
| 1946 | 1753      |
| 1956 | 1598      |
| 1965 | 1474      |
| 1975 | 1150      |
| 1985 | 910       |
| 1992 | 779       |
| 2001 | 577       |
| 2011 | 443       |
| 2021 | 368       |

### Етнически състав
Преброяване на населението през 2011 г.
Численост и дял на етническите групи според преброяването на населението през 2011 г.:
|                     | Численост | Дял (в %) |
| Общо                | 443       | 100,00    |
| Българи             | 282       | 63,65     |
| Турци               | 132       | 29,79     |
| Цигани              | 0         | 0,00      |
| Други               |           |           |
| Не се самоопределят |           |           |
| Неотговорили        | 24        | 5,41      |

## Религии
В селото има църква, построена през XIX век. По-голямата част от населението е християнско, като има и мюсюлмани и българи-мохамедани, които са дошли да търсят препитание чрез селскостопански труд (отглеждат тютюн, зеленчуци, дини, пъпеши, грозде, др.) [Данни към 2009]

## Културни и природни забележителности
Има читалище, което работи (към 2009 г.)
Районът на селото е местообитание на редки и застрашени видове растения и животни. Тук могат да бъдат видени много хищни птици: малък орел, египетски лешояд, малък креслив орел, сокол скитник и др.

## Редовни събития
Съборът се провежда в съботата по Петров ден (по стар стил).

## Личности
- Иванка Гинева (р. 1944), българска тъкачка, герой на социалистическия труд, кандидат-член на ЦК на БКП 1986-1990
- Д-р Алексей Успенски (1892 – 1966) – руски лекар, емигрирал от Русия след болшевишкия преврат през 1917 г. в България.[5] В продължение на почти 40 години лекува жителите Елена. Участник в антинацисткото движение.[6] На 26 октомври 1966 г. Алексей Успенски умира. Отношението и почитта на съселяните му най-ясно личат по време на погребението на лекаря. На него се стичат стотици жители на Елена и съседните села. Гробът на д-р Успенски е с две плочи, от двата края. Едната е поставена от семейството на Славка Янева, а няколко години по-късно е сложена още една надгробна плоча - от благодарните еленчани. През есента на 2022 г. по инициатива на Славка Янева на фасадата на къщата, в която е живял докторът, е поставена паметна плоча със следния надпис: „В този дом, в периода 1927 г. до смъртта си през 1966 г., е живял д-р Алексей Успенски – рядко интелектуална личност, лекувал безкористно и безплатно жителите на с. Елена и околните села… Поклон пред хуманното му дело!“ За да знаят и идните поколения, че зад тази ограда, в една от стаите, е живял един достоен лекар.[7]

## Други
В селото има (сравнително) голяма мелница, 5 магазина, хлебарница и 2 кръчми (към 2009 г.)

### Кухня
Предимно тракийска кухня: тиквеникът е само едно от популярните ястия, още катми, клин, гюзлеми, баници, колачета, банички, масленица, яхнии, сирена и домашно приготвен счакатък (катък) и др.